# والنسیا ۵۹۴۱
سیارک ۵۹۴۱ (به انگلیسی: 5941 Valencia، نامگذاری:1982UQ6) پنج هزار و نهصد و چهل و یکمین سیارک کشف شده‌است که در ۲۰ اکتبر ۱۹۸۲ کشف شد.
قدر مطلق سیارک برابر ۱۲٫۸۰ است.